# Reacción de Bucherer–Bergs
La reacción de Bucherer-Bergs es una reacción química de compuestos carbonílicos (aldehídos o cetonas) o cianhidrinas con carbonato de amonio y cianuro de potasio en la que se forman imidazolidin-2,4-dionas (hidantoinas). La reacción está nombrada en honor del químico Hans Theodor Bucherer.

## Mecanismo de reacción

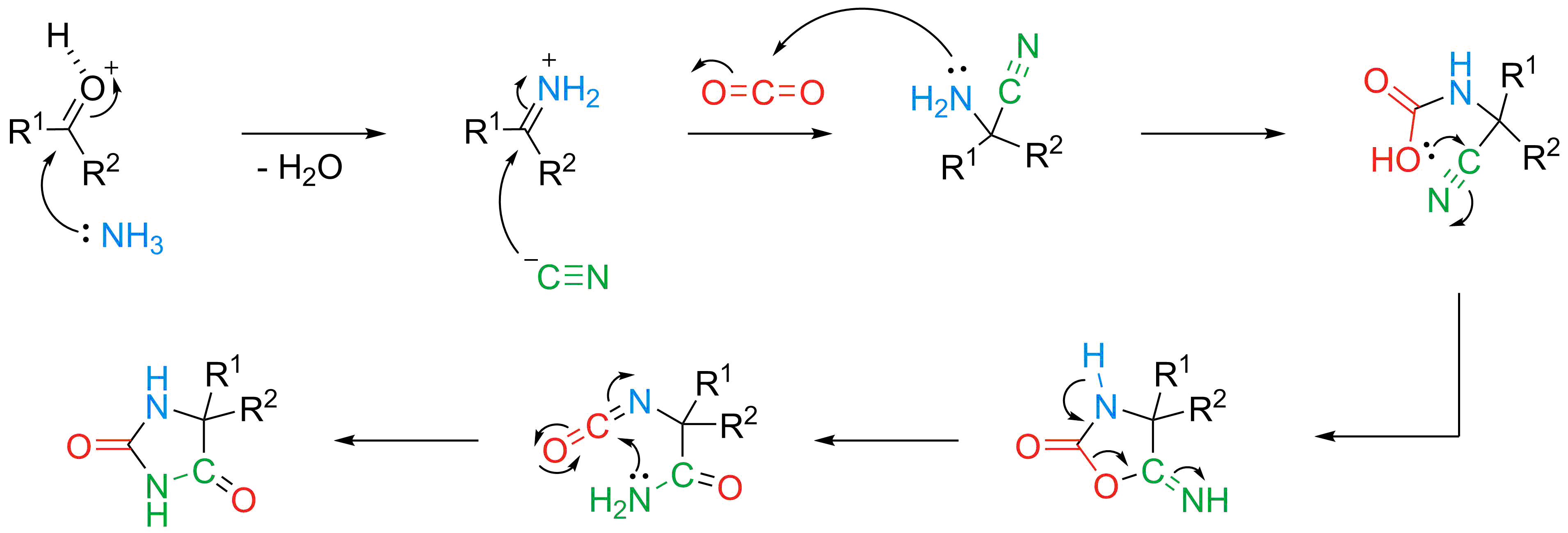
Mecanismo de reacción para la reacción de Bucherer–Bergs

Primero se forma una imina por condensación del carbonilo con el amonio. Este intermediario es atacado en el carbono por el anión cianuro para formar el aminonitrilo correspondiente. La adición nucleofílica del aminonitrilo al anhídrido carbónico conduce a la formación del ácido cianocarbámico, el cual cierra intramolecularmente a 5-imino-oxazolidin-2-ona. La 5-imino-oxazolidin-2-ona se transpone para formar el producto de hidantoína  a través de un isocianato como intermediario[cita requerida].

## Historia
Las reacciones similares al Bucherer–Bergs fueron descritas por primera vez en 1905 y 1914 por Ciamician y Silber, quienes obtuvieron 5,5-dimetilhidantoína a partir de una mezcla de acetona y ácido cianhídrico después de exponerla al sol de cinco a siete meses. En 1929, Bergs emitió una patente que describía su propia síntesis de varias hidantoínas sustituidas en 5. Bucherer mejoró el método de Bergs, descubriendo que eran permisibles temperaturas y presiones más bajas para la reacción. Bucherer y Steiner también descubrieron que las cianhidrinas reaccionarían tan bien como los compuestos de carbonilo para producir hidantoínas. Más tarde, Bucherer y Lieb descubrieron que el etanol al 50% era un disolvente efectivo para la reacción. Con este disolvente, los aldehídos reaccionaron bien, y las cetonas dieron rendimientos excelentes. En 1934, Bucherer y Steiner propusieron un mecanismo para la reacción. Si bien hubo algunos problemas con el mecanismo, en su mayoría fue exacto.

## Limitaciones
Una limitación de las reacciones de Bucherer–Bergs es que la diversidad de los productos se limita a las sustituciones del aldehído o cetona. 
Una manera para incrementar el número de los puntos de diversidad es por combinación de una reacción con la 2-metilenaziridina  y la reacción de Bucherer–Bergs en una síntesis de varios pasos en un solo reactor (one-pot) (véase Figura 1). Primero, se efectúa una reacción de la 2-metilenaziridina 1 con un reactivo de Grignard, Cu(I) catalítico, y un halogenuro de alquilo (R2-X), en donde se abre el ciclo aziridínico y se forma una cetimina 2. En este momento, la cetimina es sometida a los reactivos de Bucherer-Bergs, resultando en una hidantoína 5,5'- disustituida 3. Esta reacción tiene tres puntos de diversidad química como la estructura de la aziridina precursora, el reactivo organometálico, y el electrófilo, los cuales pueden ser variados con el fin de obtener distintas hidantoínas.

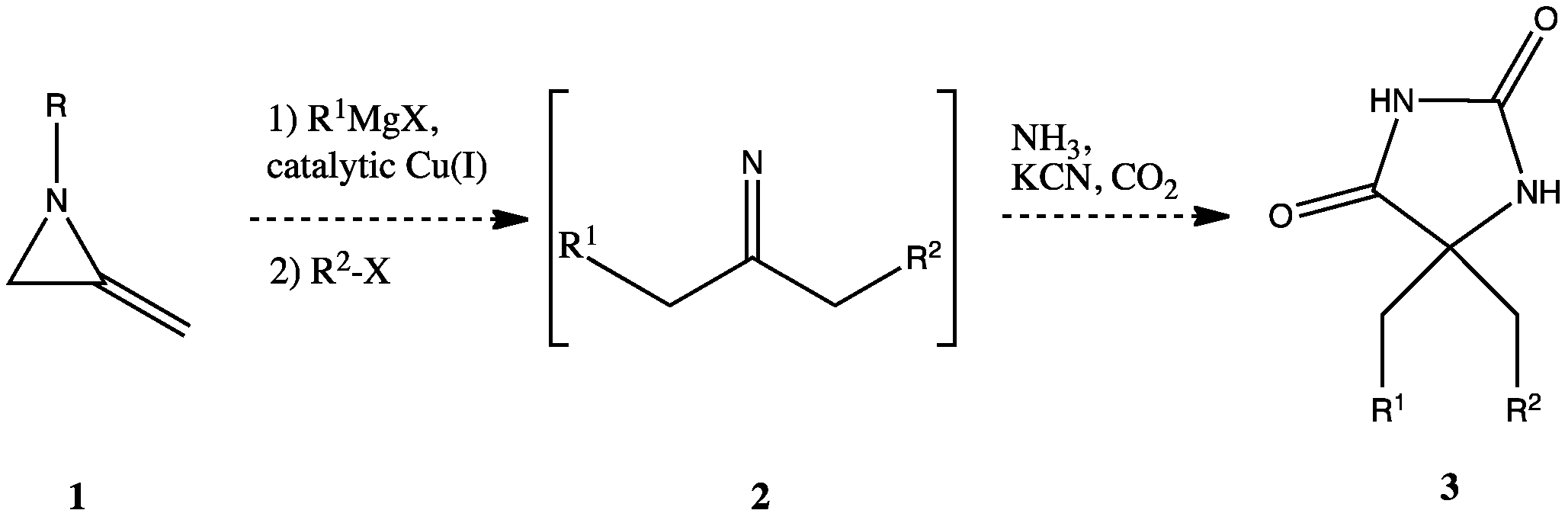
Figura 1

## Mejoras
Una mejora en la reacción de Bucherer–Bergs ha sido el uso  de ultrasonicación. En tiempos anteriores, la reacción de Bucherer–Bergs tenía el problema de polimerización alterna, tiempos de reacción largos, y varios pasos de separación y purificación. Ahora las hidantoínas 5,5-disustituídas pueden ser preparadas utilizando la reacción de Bucherer–Bergs bajo ultrasonicación. Comparado con informes en la literatura, este método puede ser llevado a cabo en una temperatura más baja, tiene un tiempo de reacción menor, así como mejores rendimientos y un trabajo de separación más simplificado.

## Variaciones
Una variación de la reacción de Bucherer–Bergs es el tratamiento del compuesto carbonílico con disulfuro de carbono y cianuro de amonio en disolución metanólica para formar 2,4-ditiohidantoinas (véase Figura 2). Además, la reacción de cetonas con  monotiocarbamato de amonio y cianuro de sodio producirá 4-tiohodantoínas 5,5-disustituidas.

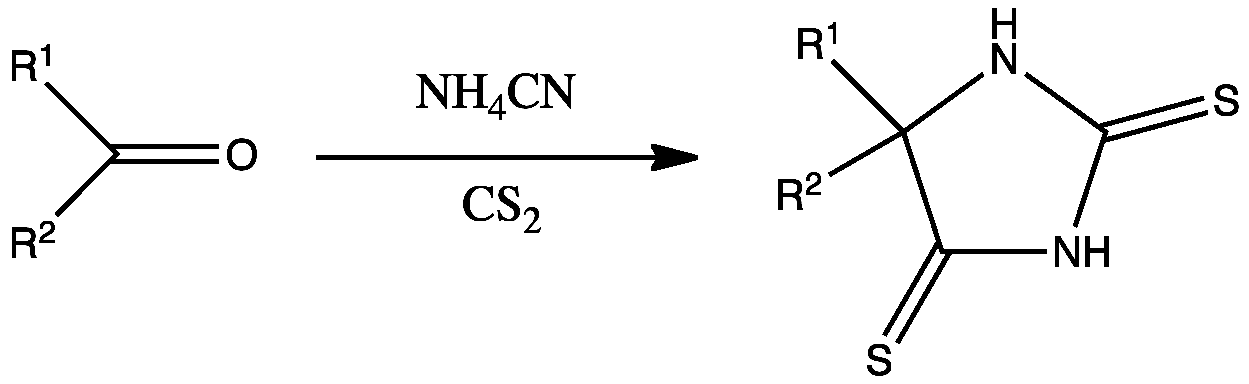
Figura 2

## Estereospecificidad
En algunos casos, el carbonilo precursor puede ser suficientemente predispuesto  estéricamente para obtener un solo estereoisómero. Aun así, en otros casos, no hay ninguna selectividad en absoluto, formándose mezclas racémicas. Muchas hidantoínas formadas por el método de Bucherer–Bergs pueden experimentar hidrólisis para formar un aminoácido.Una reacción que es análoga en este paso es la síntesis de Strecker de aminoácidos.

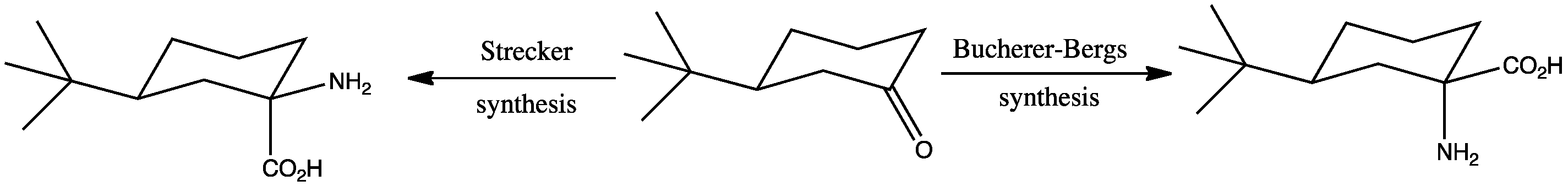

## Aplicaciones
Las hidantoínas formadas por la reacción de Bucherer–Bergs tienen muchas aplicaciones útiles, entre ellas:
- en química de carbohidratos.
- anillos heterocíclico precursores con actividad biológica.
- precursores útiles de aminoácidos,  por ejemplo metionina.
- Importancia farmacológica (ejemplo, la 5,5-difenilhidantoína, también conocida como Dilantina)